# Église Saint-Georges de Berlin
 (novembre 2018).
L'église Saint-Georges (St. Georgskirche) est une église catholique de l'archidiocèse de Berlin située à Berlin-Pankow. Elle est construite entre 1907 et 1909 en style néogothique par l'architecte Hugo Schneider (de).

## Historique
L'église est consacrée le 6 novembre 1911 par l'archevêque de Breslau, Mgr von Kopp. Des bâtiments adjacents sont construits en 1929 et 1930.
L'église est gravement endommagée par des bombardements aériens en 1943 et pendant la bataille de Berlin en 1945. Elle est restaurée et rouvre en 1948, puis est de nouveau restaurée en 1961 et 1971. L'église se trouve alors à Berlin-Est.
Elle fait partie des monuments protégés de Berlin. 
Johannes Dyba (1929-2000), futur évêque de Fulda, y fut baptisé.

## Source
- (de) Cet article est partiellement ou en totalité issu de l’article de Wikipédia en allemand intitulé « St. Georg (Berlin-Pankow) » (voir la liste des auteurs).